# Flagelliphantes
Flagelliphantes is een geslacht van spinnen uit de familie hangmatspinnen (Linyphiidae).

## Soorten
De volgende soorten zijn bij het geslacht ingedeeld:
- Flagelliphantes bergstromi (Schenkel, 1931)
- Flagelliphantes flagellifer (Tanasevitch, 1988)
- Flagelliphantes sterneri (Eskov & Marusik, 1994)